# Links (tijdschrift)
Links was een Belgisch Nederlandstalig politiek tijdschrift gelieerd aan de Vlaamse vleugel van de BSP en vervolgens aan de SP. Het Franstalig zusterblad heette La Gauche.

## Historiek
Het eerste nummer verscheen op 21 november 1958. In de aanvangsperiode predikte het magazine voor progressieve frontvorming en de Vlaamse ontvoogdingsstrijd vanuit een links-centristische visie. Daarnaast was het tijdschrift aangesloten bij de acties tegen de talentelling en speelde het een opgemerkte rol tijdens de staking van 1960. Na de dood van hoofdredacteur Marcel Deneckere in 1983 werd hij niet opgevolgd en werd er verder gewerkt met een 20-koppig redactiecomité met onder meer Lydia Deveen.
In 1987 werd het tijdschrift omgevormd tot Nieuwlinks, blad van de rood-groene beweging.